# Malawi na Mistrzostwach Świata w Lekkoatletyce 2011
Malawi na Mistrzostwach Świata w Lekkoatletyce 2011 było reprezentowane przez 2 zawodników – 1 kobietę i 1 mężczyznę.

## Wyniki reprezentantów Malawi

### Mężczyźni

#### Konkurencje biegowe
| Konkurencja | Zawodnik    | Runda 1  | Runda 1 | Runda 2  | Runda 2 | Półfinał | Półfinał | Finał    | Finał   |
| Konkurencja | Zawodnik    | Rezultat | Pozycja | Rezultat | Pozycja | Rezultat | Pozycja  | Rezultat | Pozycja |
| ----------- | ----------- | -------- | ------- | -------- | ------- | -------- | -------- | -------- | ------- |
| Maraton     | Mike Tebulo | NQ       | NQ      | NQ       | NQ      | NQ       | NQ       | 2:22,45  | 36      |

### Kobiety

#### Konkurencje biegowe
| Konkurencja   | Zawodniczka       | Runda 1  | Runda 1 | Runda 2  | Runda 2 | Półfinał | Półfinał | Finał    | Finał   |
| Konkurencja   | Zawodniczka       | Rezultat | Pozycja | Rezultat | Pozycja | Rezultat | Pozycja  | Rezultat | Pozycja |
| ------------- | ----------------- | -------- | ------- | -------- | ------- | -------- | -------- | -------- | ------- |
| Bieg na 400 m | Ambwene Simukonda | NQ       | NQ      | 54,81    | 31      | NQ       | NQ       | NQ       | NQ      |